# Liste d'œuvres d'art public à Ottignies-Louvain-la-Neuve
Cet article recense les œuvres d'art public à Ottignies-Louvain-la-Neuve, ville située dans la province du Brabant wallon en Belgique.
Cette liste,, ne concerne que les œuvres d'art public (sculptures, installations, etc.) accessibles depuis un espace public, en plein air ou en intérieur. Elle ne comprend pas celles qui sont présentes dans les musées en tant que pièces exposées.

## Monuments
| Œuvre                                  | Auteur | Quartier  | Localisation               | Notes                                      | Installation | Coordonnées                      | Illustration                           |
| -------------------------------------- | ------ | --------- | -------------------------- | ------------------------------------------ | ------------ | -------------------------------- | -------------------------------------- |
| Blason d'Anne Josèphe de la Croix      |        | Biéreau   | Avenue du Jardin Botanique | Dalle en pierre bleue.                     | 1749         | 50° 39′ 56″ nord, 4° 37′ 03″ est | Blason d'Anne Josèphe de la Croix      |
| Buste du Roi Albert                    |        | Ottignies | Avenue du Roi Albert       | Buste en bronze sur socle en pierre bleue. |              | 50° 39′ 57″ nord, 4° 34′ 01″ est | Buste du Roi Albert                    |
| Monument aux morts d'Ottignies         |        | Ottignies | Avenue des Combattants     | Monument en pierre bleue.                  | après 1945   | 50° 39′ 58″ nord, 4° 34′ 04″ est | Monument aux morts d'Ottignies         |
| Monument du vicomte Bertout de Carillo |        | Ottignies | Avenue des Combattants     | Dalle funéraire en pierre bleue.           | 1810         | 50° 39′ 57″ nord, 4° 34′ 04″ est | Monument du vicomte Bertout de Carillo |
| Monument du baron de Vischer de Celles |        | Ottignies | Avenue des Combattants     | Dalle funéraire en pierre bleue.           | 1863         | 50° 39′ 57″ nord, 4° 34′ 03″ est | Monument du baron de Vischer de Celles |
| Pavé sacré                             |        | Biéreau   | Place Sainte-Barbe         | Pavé.                                      | 1972         | 50° 40′ 06″ nord, 4° 37′ 19″ est | Pavé sacré                             |

## Fontaines
| Œuvre                                           | Auteur          | Quartier                   | Localisation          | Notes                                                                       | Installation    | Coordonnées                      | Illustration                                                                              |
| ----------------------------------------------- | --------------- | -------------------------- | --------------------- | --------------------------------------------------------------------------- | --------------- | -------------------------------- | ----------------------------------------------------------------------------------------- |
| Cylindre assyrien                               | Didier Rousseau | Centre de Louvain-la-Neuve | Place Rabelais        | Sculpture-fontaine de marbre rouge, 240 × 120 cm (h × d).                   | 2001            | 50° 40′ 09″ nord, 4° 36′ 48″ est | Cylindre assyrienSophie Devillers, « De l'art au coin de la rue », La Libre, 22 juin 2009 |
| Fontaine aux masques                            | Jean Willame    | Centre de Louvain-la-Neuve | Rue Cardinal Mercier  | Sculpture composée de blocs de pierre bleue superposés, 370 × 135 × 100 cm. | 1981            | 50° 40′ 11″ nord, 4° 36′ 39″ est | Fontaine aux masques                                                                      |
| Fontaine Galilée surnommée "Crotte de mammouth" | Jean Willame    | Biéreau                    | Place Galilée         | Sculpture en pierre bleue, 120 × 220 × 150 cm.                              | 22 octobre 1976 | 50° 40′ 05″ nord, 4° 37′ 08″ est | Fontaine Galilée surnommée "Crotte de mammouth"                                           |
| Léon et Valérie                                 | Gigi Warny      | Centre de Louvain-la-Neuve | Place de l'Université | Sculpture-fontaine en bronze sur socle en béton, 350 cm de diamètre.        | 1984            | 50° 40′ 11″ nord, 4° 36′ 55″ est | Léon et Valérie                                                                           |

## Sculptures
| Œuvre                                                        | Auteur                        | Quartier                              | Localisation                                    | Notes | Installation                     | Coordonnées                      | Illustration |
| ------------------------------------------------------------ | ----------------------------- | ------------------------------------- | ----------------------------------------------- | --- | -------------------------------- | -------------------------------- | --- |
| À la recherche de l'étoile perdue ou Scrutateur d'étoiles    | Philip Aguirre y Otegui       | Parc scientifique de Louvain-la-Neuve | Avenue Jean-Etienne Lenoir                      | Sculpture en béton, 300 cm. | 2006                             | 50° 39′ 58″ nord, 4° 37′ 36″ est | À la recherche de l'étoile perdue ou Scrutateur d'étoiles |
| Affinité                                                     | R.M. Lovell-Cooper            | Parc scientifique de Louvain-la-Neuve | Rue du Bosquet 10                               | Sculpture en acier inoxydable, 270 × 110 cm.                                                                                     | 1976                             | 50° 39′ 41″ nord, 4° 37′ 42″ est | Affinité |
| Alix                                                         |                               | Céroux                                | Place Communale de Céroux (cimetière de Céroux) | Buste en bronze. | 2010                             | 50° 39′ 38″ nord, 4° 30′ 53″ est | Alix |
| Alu Blister                                                  | Vincent Strebell              | Parc scientifique de Louvain-la-Neuve | Rue du Bosquet 5                                | Sculpture en tôle d'acier, 255 × 225 cm                                                                                          | 2007                             | 50° 39′ 41″ nord, 4° 37′ 55″ est | Alu Blister |
| Anneau                                                       | Mauro Staccioli               | Parc scientifique de Louvain-la-Neuve | Avenue Jean-Étienne Lenoir 6                    | Sculpture en acier Corten, 600 × 600 cm                                                                                          | après 1991                       | 50° 39′ 54″ nord, 4° 37′ 35″ est | Anneau |
| Arcatore                                                     | Stephan Gilles                | Parc scientifique de Louvain-la-Neuve | Rue du Laid Burniat, 2                          | Sculpture en inox, 350 × 830 cm                                                                                                  | 1996                             | 50° 39′ 46″ nord, 4° 37′ 58″ est | Arcatore |
| Augustin l'auto-stoppeur                                     | Gigi Warny                    | Centre de Louvain-la-Neuve            | Anneau Central (Gare d'autobus)                 | Sculpture en bronze, 200 cm de haut.                                                                                             | 2002                             | 50° 40′ 05″ nord, 4° 36′ 48″ est | Augustin l'auto-stoppeurDosogne et de Traux 2009, p. 32. |
| Baigneuse                                                    | André Eijberg                 | Biéreau                               | Rue Archimède                                   | Sculpture en pierre bleue. | 1972                             | 50° 40′ 06″ nord, 4° 37′ 14″ est | Baigneuse |
| Bien motivés, ils symbolisèrent leur rayonnement             | Hubert Minnebo                | Parc scientifique de Louvain-la-Neuve | Rue du Bosquet                                  | Sculpture en cuivre martelé et soudé, 250 × 250 cm.                                                                              | 1988                             | 50° 39′ 38″ nord, 4° 37′ 56″ est | Bien motivés, ils symbolisèrent leur rayonnement |
| Bonheur                                                      | Jean-Marie Abel               | Biéreau                               | Rue Archimède                                   | Sculpture en granit, 50 × 78 × 50 cm.                                                                                            | 2003                             | 50° 40′ 07″ nord, 4° 37′ 17″ est | Bonheur |
| Cet instant unique qui n'avait pas d'hier                    | Gigi Warny                    | Biéreau                               | Place des Sciences                              | Sculpture en bronze et métal | 2016                             | 50° 40′ 05″ nord, 4° 37′ 10″ est | Cet instant unique qui n'avait pas d'hier |
| Cœur du premier cyclotron de Belgique                        |                               | Biéreau                               | Boulevard Baudouin 1er                          | Acier peint en rouge, environ 6m³                                                                                                | 1947 (installation en 1970-1972) | 50° 40′ 03″ nord, 4° 37′ 29″ est | Cœur du premier cyclotron de Belgique |
| Concerto en bleu                                             | Jocelyne Aubin                | Biéreau                               | Avenue du Jardin Botanique                      | Installation assemblant blocs de pierre de taille variable et deux sculptures en bronze représentant un archet et une partition. | 2001                             | 50° 39′ 57″ nord, 4° 37′ 07″ est | Concerto en bleu« Un musée à ciel ouvert », La Libre, 30 juin 2006 |
| La Découverte                                                | Luc Vanhonnacker              | Parc scientifique de Louvain-la-Neuve | Avenue Albert Einstein 13                       | Sculpture en pierre bleue. | 2005                             | 50° 39′ 51″ nord, 4° 37′ 48″ est | La Découverte |
| L'enclume                                                    | Michel Smolders               | Biéreau                               | Rue Archimède                                   | Sculpture en pierre bleue. |                                  | 50° 40′ 06″ nord, 4° 37′ 14″ est | L'enclume |
| Endormie VI                                                  | Olivier Strebelle             | Parc scientifique de Louvain-la-Neuve | Rue du Bosquet 15                               | Sculpture en bronze sur socle en pierre brute, 210 × 170 cm.                                                                     | 1980                             | 50° 39′ 34″ nord, 4° 37′ 47″ est | Endormie VI |
| Femme assise                                                 | George Grard                  | Centre de Louvain-la-Neuve            | Place de l'Accueil                              | Sculpture en bronze, 127 × 71 cm.                                                                                                | 2005                             | 50° 40′ 09″ nord, 4° 36′ 57″ est | Femme assise |
| Figure couchée                                               | Michel Smolders               | Biéreau                               | Rue Archimède                                   | Sculpture en pierre bleue. |                                  | 50° 40′ 07″ nord, 4° 37′ 14″ est | Figure couchée |
| La Fleur de la liberté                                       | Jacques Moeschal              | Centre de Louvain-la-Neuve            | Place Cardinal Mercier                          | Sculpture en aluminium et acier, 380 × 300 cm (h × d).                                                                           | 1989                             | 50° 40′ 13″ nord, 4° 36′ 38″ est | La Fleur de la liberté |
| Hergé                                                        | Tom Frantzen                  | Centre de Louvain-la-Neuve            | Chemin de la Licorne                            | Sculpture en bronze | 22 mai 2019                      | 50° 40′ 17″ nord, 4° 36′ 46″ est | Hergé |
| Hommage au corps en douze fragments, attitudes et mouvements | Félix Roulin                  | Hocaille                              | Place Pierre de Coubertin                       | Sculptures en bronze | 1996                             | 50° 40′ 14″ nord, 4° 36′ 25″ est | Hommage au corps en douze fragments, attitudes et mouvements |
| Hommage au père Kolbe                                        | Jean-Paul Emonds-Alt          | Centre de Louvain-la-Neuve/Hocaille   | Parvis de l'église Saint-François               | Sculpture en bronze sur socle de pierre, 210 × 96 × 50 cm.                                                                       | 2006                             | 50° 40′ 11″ nord, 4° 36′ 34″ est | Hommage au père Kolbe |
| Jardin éolien                                                | Olivier Strebelle             | Parc Monnet                           | Avenue Jean Monnet, 1                           | Ensemble de trois girouettes d'acier inox 18/8, 1 500 × 500 cm.                                                                  | 1995                             | 50° 40′ 45″ nord, 4° 37′ 25″ est | Jardin éolien |
| La Cité                                                      | Philippe Denis                | Centre de Louvain-la-Neuve            | Grand-Place                                     | Sculpture-signal en cuivre de 3 m de haut                                                                                        | 1980                             | 50° 40′ 10″ nord, 4° 36′ 40″ est | La Cité |
| Labyrinthe                                                   | Christian Claus               | Bruyères                              | Place des Poètes                                | | 2001                             | 50° 39′ 44″ nord, 4° 36′ 33″ est | Labyrinthe |
| Lapte                                                        | Roxane Enescu                 | Parc scientifique de Louvain-la-Neuve | Rue du Bosquet 1                                | Sculpture en tôle de titane, 450 × 150 cm                                                                                        | 2000                             | 50° 39′ 44″ nord, 4° 37′ 53″ est | Lapte |
| La main au diplôme                                           | Gigi Warny                    | Centre de Louvain-la-Neuve            | Place de l'Université                           | Sculpture en bronze et cadre en béton, grandeur nature.                                                                          | 1995                             | 50° 40′ 11″ nord, 4° 36′ 55″ est | La main au diplôme |
| Mankind Breaking the Bonds of Illness and Disease            | Félix Roulin                  | Parc scientifique de Louvain-la-Neuve | Rue du Bosquet 2                                | Sculpture en acier inoxydable, 170 × 180 cm.                                                                                     | 1977                             | 50° 39′ 41″ nord, 4° 37′ 53″ est | Mankind Breaking the Bonds of Illness and Disease |
| Mémorial des 24 heures vélo                                  | Vincent Rousseau              | Centre de Louvain-la-Neuve            | Rue des Wallons                                 | Sculpture en bronze, 190 × 100 cm.                                                                                               | 2006                             | 50° 40′ 09″ nord, 4° 36′ 58″ est | Mémorial des 24 heures vélo |
| Le Mur du Marathonien,                                       | Gérard Wibin                  | Hocaille                              | Route de Blocry                                 | Sculpture en béton, bois, acier et marbre, 350 × 350 × 190 cm.                                                                   | 1991                             | 50° 40′ 16″ nord, 4° 36′ 17″ est | Le Mur du Marathonien« Le Mur du Marathonien », sur Ottignies-Louvain-la-Neuve (consulté le 29 juillet 2023).,Eric Davaux et Christophe Schoune, « Inauguration du Mur du Marathonien à LLN », sur Le Soir, 12 novembre 1991. |
| Nikè ou Projection de forces                                 | Tapta                         | Bruyères                              | Rue des Bruyères                                | Sculpture composée de deux modules en béton entre lesquels une toile de néoprène est tendue, 300 × 700 cm.                       | 1988                             | 50° 40′ 01″ nord, 4° 36′ 38″ est | Nikè ou Projection de forces |
| Notre-Dame des Clos                                          | Jocelyne Aubin                | Hocaille                              | Place de la Butte                               | | 1992                             | 50° 40′ 20″ nord, 4° 36′ 28″ est | Notre-Dame des Clos |
| Œuvre sans titre                                             | Marie-Paule Haar              | Parc scientifique de Louvain-la-Neuve | Avenue Einstein n°1                             | Structure en aluminium thermolaqué, 5 m de haut                                                                                  | 1998                             | 50° 40′ 01″ nord, 4° 37′ 36″ est | Œuvre sans titre |
| Œuvre sans titre                                             | Félix Roulin                  | Centre de Louvain-la-Neuve            | Place Blaise Pascal                             | | 1997                             | 50° 40′ 11″ nord, 4° 36′ 37″ est | Œuvre sans titre |
| Œuvre sans titre                                             | Geneviève Vastrade            | Parc scientifique de Louvain-la-Neuve | Avenue Albert Einstein 2                        | | 2006                             | 50° 40′ 00″ nord, 4° 37′ 33″ est | Œuvre sans titre |
| Ovo                                                          | Abelardo Mancinas             | Hocaille                              | Rue des Sports                                  | Sculpture en acier inoxydable, 600 cm de haut.                                                                                   | 1989                             | 50° 40′ 12″ nord, 4° 36′ 14″ est | Ovo |
| Patience                                                     | Marian Sava                   | Parc scientifique de Louvain-la-Neuve | Rue du Bosquet 7                                | Sculpture en marbre noir de Denée et calcaire crinoïdique, 250 cm de haut.                                                       | 2005                             | 50° 39′ 38″ nord, 4° 37′ 57″ est | Patience |
| Potale de la Vierge                                          | Jean Willame                  | Biéreau                               | Bois de Florival                                | Sculpture en pierre bleue, 230 × 80 × 55 cm.                                                                                     | 1981                             | 50° 39′ 55″ nord, 4° 36′ 57″ est | Potale de la Vierge |
| Le Porteur d'eau                                             | Thérèse Chotteau              | Parc scientifique de Louvain-la-Neuve | Avenue Albert Einstein 15                       | Sculpture en bronze, 200 cm. | 1999                             | 50° 39′ 46″ nord, 4° 37′ 51″ est | Le Porteur d'eau |
| Pour Jozef                                                   |                               | Biéreau                               | Place Sainte-Barbe                              | Buste en bronze. | 4 décembre 1979                  | 50° 40′ 06″ nord, 4° 37′ 18″ est | Pour Jozef |
| Quatre bancs publics en pierre                               | Claudia Ammann                | Hocaille                              | Rue des Blancs Chevaux                          | | ?                                | 50° 40′ 14″ nord, 4° 36′ 31″ est | Quatre bancs publics en pierre |
| Les Quatre Saisons                                           | Alfred Blondel                | Centre de Louvain-la-Neuve            | Jardin de la Source                             | Ensemble de quatre sculptures en bronze sur socle de granit, 45 × 40 cm.                                                         | 2003                             | 50° 40′ 17″ nord, 4° 36′ 52″ est | Les Quatre Saisons |
| Racine de camphrier                                          | Sōfu Teshigahara              | Bruyères                              | Pourtour du lac de Louvain-la-Neuve             | | 1993                             | 50° 39′ 57″ nord, 4° 36′ 18″ est | Racine de camphrier |
| Regard de Lumière                                            | Charles Delporte              | Parc scientifique de Louvain-la-Neuve | Avenue Albert Einstein 4                        | Bronze patiné sur socle en polyester.                                                                                            | 1993                             | 50° 39′ 53″ nord, 4° 37′ 43″ est | Regard de Lumière |
| Rêverie d'eau,                                               | Gigi Warny                    | Hocaille                              | Rue du Castinia                                 | Sculpture en bronze inclinée sur un plan d'eau, 70 cm de haut.                                                                   | 2001                             | 50° 40′ 13″ nord, 4° 36′ 19″ est | Rêverie d'eau,« Art au Blocry », sur Complexe sportif de Blocry |
| Ronde des menhirs                                            | Pierre Culot                  | Centre de Louvain-la-Neuve            | Place Montesquieu                               | Amphithéâtre composé de blocs de pierre bleue sur 26 m de diamètre.                                                              | 1980                             | 50° 40′ 05″ nord, 4° 36′ 42″ est | Ronde des menhirs |
| Speira                                                       | Thierry Bontridder            | Parc scientifique de Louvain-la-Neuve | rue de Rodeuhaie                                | Sculpture en acier inox satiné 4 × 3 m de diamètre.                                                                              | 2013                             | 50° 39′ 39″ nord, 4° 37′ 20″ est | Speira |
| Statue-banc Yves du Monceau                                  | David Williams-Ellis          | Centre de Louvain-la-Neuve            | Rêverie du Promeneur solitaire                  | Banc en bronze. | 2020                             | 50° 40′ 04″ nord, 4° 36′ 30″ est | Statue-banc Yves du Monceau |
| Sybille au repos                                             | Jean-Paul Emonds-Alt          | Centre de Louvain-la-Neuve            | Chemin des Lorrains                             | Sculpture en pierre, 95 × 150 × 75 cm.                                                                                           | 1996                             | 50° 40′ 05″ nord, 4° 36′ 45″ est | Sybille au reposDosogne et de Traux 2009, p. 28. |
| Stances d'ardoises                                           | Anne Jones                    | Bruyères                              | Chemin du Commissaire Maigret                   | Ensemble de trois stèles d'ardoises empilées de 162 × 70 × 45 cm, 162 × 70 × 35 cm et 170 × 70 × 30 cm respectivement.           | 2006                             | 50° 39′ 49″ nord, 4° 36′ 40″ est | Stances d'ardoises |
| Totem                                                        | Antoine de Vinck              | Centre de Louvain-la-Neuve            | Place Blaise Pascal                             | Assemblage de sculptures en grès autour d'un mât, 435 cm de haut.                                                                | 1987                             | 50° 40′ 10″ nord, 4° 36′ 38″ est | Image manquante |
| Totem de l'Atelier aux couleurs du monde                     | Atelier aux couleurs du monde | Blocry                                | Route de Blocry                                 | Céramique. |                                  | 50° 40′ 13″ nord, 4° 36′ 11″ est | Totem de l'Atelier aux couleurs du monde |
| Une pierre pour ma ville                                     | Véronique Choppinet           | Ottignies                             | Boucle du Douaire (Ferme du Douaire)            | Sculpture en pierre bleue. | octobre 1993                     | 50° 39′ 48″ nord, 4° 33′ 58″ est | Une pierre pour ma ville |
| Valentin                                                     | Vinciane Renard               | Parc scientifique de Louvain-la-Neuve | Avenue Albert Einstein                          | Bronze sur socle en pierre bleue, 145 cm (hmax × l).                                                                             | 2000                             | 50° 39′ 57″ nord, 4° 37′ 38″ est | Valentin |
| Vis T'chapias                                                | Gigi Warny                    | Bauloy (Ottignies)                    | Rue du Bauloy                                   | Sculpture en bronze. | 1988                             | 50° 39′ 52″ nord, 4° 34′ 51″ est | Vis T'chapias |
| Visages Urbains                                              | « La Chaloupe »               | Ottignies                             | Boucle du Douaire (Ferme du Douaire)            | Sculpture en terre cuite. | juin 2012                        | 50° 39′ 46″ nord, 4° 33′ 57″ est | Visages Urbains |
| Le Zanatillo                                                 | Ernesto Cardenal              | Hocaille                              | Avenue Sainte-Gertrude                          | Sculpture en fer, 630 × 600 cm (hmax × l).                                                                                       | 1996                             | 50° 40′ 08″ nord, 4° 36′ 15″ est | Le Zanatillo |

## Peintures murales
| Œuvre                                                       | Auteur                             | Quartier                   | Localisation                                               | Notes                                                                                          | Installation      | Coordonnées                      | Illustration |
| ----------------------------------------------------------- | ---------------------------------- | -------------------------- | ---------------------------------------------------------- | ---------------------------------------------------------------------------------------------- | ----------------- | -------------------------------- | --- |
| Allégorie de l'Interculturalité                             | Roxana Alvarado                    | Hocaille                   | Place de l'Hocaille                                        | Peinture murale, 620 × 365 cm.                                                                 | 2007              | 50° 40′ 12″ nord, 4° 36′ 15″ est | Allégorie de l'Interculturalité |
| Ascenseur du quai no 1 de la gare                           | Kool Koor                          | Centre de Louvain-la-Neuve | Gare de Louvain-la-Neuve                                   | Peinture murale.                                                                               | 7 août 2015       | 50° 40′ 12″ nord, 4° 36′ 58″ est | Ascenseur du quai no 1 de la gare |
| Ascenseur du quai no 2 de la gare                           | Popay                              | Centre de Louvain-la-Neuve | Gare de Louvain-la-Neuve                                   | Peinture murale.                                                                               | 7 août 2015       | 50° 40′ 12″ nord, 4° 36′ 59″ est | Ascenseur du quai no 2 de la gare |
| L'Astronaute mort                                           | Collectif Farm Prod                | Bruyères                   | Rêverie du Promeneur solitaire (second tunnel piétonnier)  | Peinture murale.                                                                               |                   | 50° 40′ 01″ nord, 4° 36′ 16″ est | L'Astronaute mort |
| Autoportrait de Nadib Bandi                                 | Nadib Bandi                        | Centre de Louvain-la-Neuve | Gare de Louvain-la-Neuve                                   | Peinture murale.                                                                               | 7 août 2015       | 50° 40′ 12″ nord, 4° 36′ 59″ est | Autoportrait de Nadib Bandi |
| Les Baleines publiques                                      | Frank Pé, Bom                      | Biéreau                    | Rue des Wallons                                            | Peinture murale composée de 5 cases de l'album Les Baleines publiques de la série Broussaille. | 1993              | 50° 40′ 06″ nord, 4° 37′ 06″ est | Les Baleines publiques |
| Bienvenue « Chez Zelle »                                    | Jaune                              | Centre de Louvain-la-Neuve | Avenue Georges Lemaître (maison des jeunes « Chez Zelle ») | Pochoir.                                                                                       | 10 juillet 2021   | 50° 40′ 12″ nord, 4° 37′ 03″ est | Bienvenue « Chez Zelle » |
| Bonjour                                                     | Mart Aire                          | Centre de Louvain-la-Neuve | Gare de Louvain-la-Neuve                                   | Peinture murale.                                                                               | 7 août 2015       | 50° 40′ 12″ nord, 4° 36′ 59″ est | Bonjour |
| Cara Pils                                                   | Johan Baggio et Aitor Cara         | Centre de Louvain-la-Neuve | Gare de Louvain-la-Neuve                                   | Peinture murale.                                                                               | 7 août 2015       | 50° 40′ 17″ nord, 4° 37′ 05″ est | Cara Pils |
| C'est la vie                                                | Claude Rahir                       | Centre de Louvain-la-Neuve | Agora                                                      | Peinture murale                                                                                | 1976              | 50° 40′ 09″ nord, 4° 36′ 45″ est | C'est la vie |
| Chimay                                                      | Johan Baggio et Aitor Cara         | Centre de Louvain-la-Neuve | Gare de Louvain-la-Neuve                                   | Peinture murale.                                                                               | 7 août 2015       | 50° 40′ 17″ nord, 4° 37′ 05″ est | Chimay |
| Les Crayons                                                 | Collectif « Les Crayons »          | Centre de Louvain-la-Neuve | Gare de Louvain-la-Neuve                                   | Peinture murale.                                                                               | 25 septembre 2022 | 50° 40′ 13″ nord, 4° 37′ 00″ est | Les Crayons |
| Cyclone des races                                           | Francisco Rivero                   | Centre de Louvain-la-Neuve | Rue du Sablon                                              | Peinture murale à l'acrylique sur béton, 250 × 800 cm.                                         | 1992              | 50° 40′ 06″ nord, 4° 36′ 49″ est | Cyclone des racesL'art dans la ville - Itinéraires et promenades : Ottignies-Louvain-la-Neuve, UCL-Relations extérieures, juin 1997, 1re éd., p.33. |
| Fly girls,                                                  | Lady Alezia et le Collectif Renart | Centre de Louvain-la-Neuve | Gare des bus                                               | Peinture murale.                                                                               | 7 août 2015       | 50° 40′ 03″ nord, 4° 36′ 48″ est | Fly girlsMarie-Claire Dufrêne, « Des fresques géantes », sur Ottignies-Louvain-la-Neuve, 5 août 2015, |
| Fresque de Dourone et Élodie,                               | Dourone (Fabio Lopez) et Élodie    | Centre de Louvain-la-Neuve | Place Raymond Lemaire                                      | Peinture murale.                                                                               | 7 août 2015       | 50° 40′ 08″ nord, 4° 36′ 39″ est | Fresque de Dourone et ÉlodieBulletin communal d'Ottignies-Louvain-la-Neuve, n° 232, septembre-octobre 2021, p. 38-39, |
| Fresque Fresh Paint OLLN de Iota                            | Iota                               | Ottignies                  | Rue de Franquenies                                         | Peinture murale.                                                                               | 4 juillet 2021    | 50° 39′ 39″ nord, 4° 34′ 00″ est | Fresque Fresh Paint OLLN de IotaCharlotte Egli, « Le projet "Fresh Paint" met à l'honneur le street art à Louvain-la-Neuve », sur La DH Les Sports+, 25 juin 2021. |
| Fresque Fresh Paint OLLN de Normal                          | Normal (Ayoub Abid)                | Ottignies                  | Rue Lucas                                                  | Peinture murale.                                                                               | 6 octobre 2021    | 50° 40′ 07″ nord, 4° 34′ 08″ est | Fresque Fresh Paint OLLN de Normal |
| Fresques Fresh Paint OLLN de la rotonde de l'anneau central | Collectif Farm Prod                | Centre de Louvain-la-Neuve | Boulevard Oleffe                                           | Peinture murale, 70 × 5 m.                                                                     | 14 juin 2021      | 50° 40′ 07″ nord, 4° 36′ 31″ est | Fresques Fresh Paint OLLN de la rotonde de l'anneau central« Projet Fresh Paint: huit nouvelles fresques apparues dans les rues d'Ottignies-Louvain-la-Neuve », sur Sudinfo - La Capitale, 16 novembre 2022.                                                                      |
| La Grand Rue                                                | Jean-Marc Collier                  | Centre de Louvain-la-Neuve | Grand-Rue                                                  | Peinture murale en trompe-l'œil.                                                               | 1997              | 50° 40′ 09″ nord, 4° 36′ 47″ est | La Grand Rue |
| Guitar                                                      | Guitar                             | Centre de Louvain-la-Neuve | Gare de Louvain-la-Neuve                                   | Peinture murale.                                                                               | 7 août 2015       | 50° 40′ 17″ nord, 4° 37′ 05″ est | Guitar |
| Hommage à Raoul Cauvin                                      | Collectif Farm Prod                | Ottignies                  | Rue des Deux Ponts                                         | Peinture murale.                                                                               | 2000              | 50° 40′ 07″ nord, 4° 34′ 20″ est | Hommage à Raoul CauvinQuentin Colette, « Une fresque en hommage à Raoul Cauvin sur la façade de la Maison de la citoyenneté à Ottignies-Louvain-la-Neuve », sur La DH Les Sports+, 13 avril 2023.                                                                                 |
| L'Homme Jaguar                                              | Remed et 3TT                       | La Baraque                 | Route nationale 4                                          | Peinture murale.                                                                               | 7 août 2015       | 50° 40′ 24″ nord, 4° 37′ 30″ est | L'Homme Jaguar |
| Jean Vilar                                                  | Damien-Paul Gal                    | Centre de Louvain-la-Neuve | Place Rabelais                                             | Peinture murale (supprimée en avril 2019).                                                     | 7 août 2015       | 50° 40′ 08″ nord, 4° 36′ 49″ est | Jean Vilar |
| Jeune fille endormie dans le train                          | Taroe                              | Bruyère                    | Rue des Bruyères (collège Albert le Grand)                 | Peinture murale.                                                                               | 8 octobre 2022    | 50° 39′ 57″ nord, 4° 36′ 40″ est | Jeune fille endormie dans le train |
| La Liesse populaire                                         | Claude Rahir                       | Ottignies                  | Avenue du Roi Albert                                       | Peinture murale.                                                                               | 1993              | 50° 39′ 57″ nord, 4° 34′ 00″ est | La Liesse populaireMichaël Chalklin, « Une fresque de 450 m² sur le pignon du Centre culturel : Rahir a vu Ottignies en peinture », Le Soir, 21 juin 1993 |
| La pieuvre et Louvain-la-Neuve                              | « La Chaloupe »                    | Ottignies                  | Chaussée de la Croix                                       | Peinture murale.                                                                               | 9 juillet 2021    | 50° 40′ 07″ nord, 4° 34′ 39″ est | La pieuvre et Louvain-la-Neuve |
| Largo Winch                                                 | Philippe Francq                    | Biéreau                    | Place des Sciences                                         | Peinture murale.                                                                               |                   | 50° 40′ 05″ nord, 4° 37′ 10″ est | Largo Winch |
| Make Love Not War                                           | Collectif « Anyway »               | Centre de Louvain-la-Neuve | Parking du Sablon                                          | Peinture murale.                                                                               | 7 août 2015       | 50° 40′ 06″ nord, 4° 36′ 49″ est | Make Love Not War |
| Musiciens                                                   | Zësar et Mart Aire                 | Biéreau                    | Place Galilée                                              | Peinture murale.                                                                               | 7 août 2015       | 50° 40′ 06″ nord, 4° 37′ 08″ est | Musiciens |
| L'œil de la Providence                                      | Damien-Paul Gal                    | Centre de Louvain-la-Neuve | Place Rabelais                                             | Peinture murale.                                                                               | 7 août 2015       | 50° 40′ 08″ nord, 4° 36′ 49″ est | L'œil de la Providence |
| L'Offrande                                                  | Remed et 3TT                       | La Baraque                 | Route nationale 4                                          | Peinture murale.                                                                               | 7 août 2015       | 50° 40′ 24″ nord, 4° 37′ 30″ est | L'OffrandeNicolas Gzeley, Ugo Cab, Gautier Houba, Caat Vansintgillis, « Kosmopolite Art Tour Belgium 2015 », sur spraymiummagazine.com, 24 août 2015 |
| L'Oiseau bleu                                               | Pantonio                           | Centre de Louvain-la-Neuve | Avenue Georges Lemaître (antenne communale)                | Peinture murale.                                                                               | 25 septembre 2021 | 50° 40′ 11″ nord, 4° 37′ 02″ est | L'Oiseau bleu |
| Petite histoire d'une grande Université,                    | Claude Rahir                       | Centre de Louvain-la-Neuve | Rue de la Lanterne Magique                                 | Peinture murale.                                                                               | 1984              | 50° 40′ 07″ nord, 4° 36′ 45″ est | Petite histoire d'une grande UniversitéMélanie De Groote, Images - Mode(s) d'emploi, dans Bâtir de nouveaux ponts : sources, méthodes et interdisciplinarité, Les Presses de l'Université d'Ottawa, 2005, p. 217.,« Petites Histoires d’une Grande Université », sur Trompe l'œil |
| Planet Rap                                                  | Maison des jeunes Chez Zelle       | Bruyères                   | Rêverie du Promeneur solitaire (premier tunnel piétonnier) | Peinture murale.                                                                               | 2014              | 50° 40′ 05″ nord, 4° 36′ 24″ est | Planet RapQuentin Colette, « Le Kosmopolite Art Tour reviendra égayer les rues de Louvain-la-Neuve », L'Avenir, 5 janvier 2015 |
| Portugaise et Espagnole,                                    | Mariela Ajras et Milu Correch      | Centre de Louvain-la-Neuve | Place Raymond Lemaire                                      | Peinture murale.                                                                               | 7 août 2015       | 50° 40′ 08″ nord, 4° 36′ 40″ est | Portugaise et Espagnole, |
| P'tit Maga                                                  | Adec                               | Bauloy                     | Rue du Bauloy                                              | Peinture murale.                                                                               | 2 octobre 2022    | 50° 39′ 53″ nord, 4° 34′ 51″ est | P'tit Maga |
| Quand la lune se couche,                                    | Francisco Rivero                   | Centre de Louvain-la-Neuve | Rue Rabelais                                               | Peinture murale à l'acrylique sur béton, 250 × 800 cm.                                         | 6 novembre 1992   | 50° 40′ 07″ nord, 4° 36′ 48″ est | Quand la lune se coucheL'art dans la ville 1997, p. 32. ,Dosogne et de Traux 2009, p. 33. |
| Qu'est-ce qu'un intellectuel ?                              | Roger Somville                     | Centre de Louvain-la-Neuve | Rue des Wallons                                            | Peinture murale, pignon de 21 × 6 m et mur latéral de 21 × 13,5 m.                             | 1987              | 50° 40′ 10″ nord, 4° 36′ 58″ est | Qu'est-ce qu'un intellectuel ? |
| Le repos des ouvriers communaux                             | Jaune                              | Biéreau                    | Pont-Neuf                                                  | Pochoir.                                                                                       | 10 juillet 2021   | 50° 40′ 03″ nord, 4° 37′ 07″ est | Le repos des ouvriers communauxQuentin Colette, « Fresh Paint a débuté en beauté à Ottignies-Louvain-la-Neuve », sur L'Avenir, 9 juillet 2021. |
| Tendre Violette                                             | Jean-Claude Servais                | Biéreau                    | Place Galilée / ruelle Saint-Éloi                          | Peinture murale.                                                                               |                   | 50° 40′ 05″ nord, 4° 37′ 07″ est | Tendre Violette |
| La Tour infinie                                             | François Schuiten                  | Centre de Louvain-la-Neuve | Grand-Place                                                | Peinture murale, 13 × 7 m.                                                                     | 2010              | 50° 40′ 09″ nord, 4° 36′ 40″ est | La Tour infinie |
| Le Train du futur                                           | Bué The Warrior et Resto           | Centre de Louvain-la-Neuve | Gare de Louvain-la-Neuve                                   | Peinture murale.                                                                               | 25 septembre 2022 | 50° 40′ 15″ nord, 4° 37′ 02″ est | Le Train du futur« Plus de 150 mètres de street art à la gare de Louvain-la-Neuve », sur Tvcom Brabant wallon, 22 septembre 2022. |
| Tunnel d'accès au Cyclotron                                 | Olivier Gratia                     | Biéreau                    | Sous le boulevard Baudouin Ier                             | Peinture murale.                                                                               |                   | 50° 39′ 59″ nord, 4° 37′ 22″ est | Tunnel d'accès au Cyclotron |
| Utopia                                                      | Tyrsa et Ilk                       | Centre de Louvain-la-Neuve | Anneau central                                             | Peinture murale.                                                                               | 7 août 2015       | 50° 40′ 08″ nord, 4° 36′ 36″ est | Utopia |
| Viva la Vida                                                | Aitor Cara                         | Centre de Louvain-la-Neuve | Gare de Louvain-la-Neuve                                   | Peinture murale (supprimée en septembre 2022).                                                 | 7 août 2015       | 50° 40′ 15″ nord, 4° 37′ 02″ est | Viva la Vida |
| Vous n'êtes pas des z'hommes                                | Horor                              | Centre de Louvain-la-Neuve | Gare de Louvain-la-Neuve                                   | Peinture murale.                                                                               | 7 août 2015       | 50° 40′ 17″ nord, 4° 37′ 05″ est | Vous n'êtes pas des z'hommes |